# یونشوپینگ
شهر یونشوپینگ (/ˈjɜːn(t)ʃɜːpɪŋ/، سوئدی: [ˈjœ̂nːˌɕøːpɪŋ]) شهری در جنوب سوئد با ۱۱۲,۷۶۶ نفر جمعیت (۲۰۲۲) است. یونشوپینگ در ساحل جنوبی دومین دریاچه بزرگ سوئد، دریاچه وترن، در استان یونشوپینگ قرار دارد. در اواخر سال ۲۰۱۹، یونشوپینگ به عنوان شهری با بهترین چشم‌اندازهای آینده در سوئد توسط WSP دیده شد.
یونشوپینگ مرکز استان یونشوپینگ است که جمعیتی برابر با ۳۶۷,۰۶۴ نفر دارد (۲۰۲۲). یونشوپینگ مرکز دادگاه بدوی و دادگاه تجدیدنظر و همچنین اداره ملی دادگاه‌های سوئد است. همچنین این شهر مرکز اداره کشاورزی سوئد نیز می‌باشد.

## امروز
امروزه منطقه شهری یونشوپینگ شامل شهر صنعتی شرقی، هوسکوارنا، است که با آن ادغام شده است.
المیا، یک مرکز بزرگ نمایشگاهی و تجاری، در یونشوپینگ قرار دارد. المیا وود بزرگ‌ترین نمایشگاه جنگلداری جهان است و نمایشگاه‌های مربوط به پیمانکاران فرعی، کامیون‌ها، کاروان‌ها و راه‌آهن بزرگ‌ترین نوع خود در اروپا هستند. از سال ۲۰۰۱، المیا میزبان بزرگ‌ترین LAN پارتی جهان، یعنی دریم‌هک، بوده که هر سال دو رویداد، دریم‌هک تابستان و دریم‌هک زمستان، برگزار می‌شود.
این شهر یک مرکز مهم لجستیکی در منطقه نوردیک است و بسیاری از انبارهای مرکزی شرکت‌ها (مانند الکیوپ، ایکه‌آ، الکترولوکس و هوسکوارنا) در آنجا واقع شده‌اند.